# Mike McFarlane
Mike McFarlane (Hackney, 2 de mayo de 1960-6 de junio de 2023) fue un atleta británico, especializado en la prueba de 4 x 100 m en la que llegó a ser subcampeón olímpico en 1988.

## Carrera deportiva
En los JJ. OO. de Seúl 1988 ganó la medalla de plata en los relevos 4 x 100 metros, con un tiempo de 38.28 segundos, llegando a la meta tras la Unión Soviética y por delante de Francia, siendo sus compañeros de equipo: John Regis, Linford Christie, Elliot Bunney y Clarence Callender.